# ستيشن3
كانت ستيشن3(3station) عبارة عن محطة عمل لا تحتوي على أقراص، طورها بوب ميتكالف في (3Com) وكانت متوفرة لأول مرة عام 1986.

## نبذة
كان لدى (3Station / 2E) معالج 80286 10 ميجاهرتز، وذاكرة وصول عشوائي سعة واحد ميجابايت (قابلة لتوسع حتى 5 ميجابايت)، ورسومات (VGA) متوافقة مع 256 kB من ذاكرة الوصول العشوائي للفيديو، وأجهزة إرسال واستقبال شبكة AUI / 10BASE2) BNC) للوصول إلى الشبكة المحلية. ويستخدم المنتج واحدة من لوحة دائرة مطبوعة مع أربعة ASICs مخصصة. وليس لديه محرك أقراص مرنة ولا قرص صلب؛ ويتم تشغيله من الخادم وتخزين جميع ملفات المستخدم هناك.
ولقد أعلنت شركة (3Com) عن «توفير كبير في التكلفة» نظرًا لسهولة تركيب ستيشن3 وقلة صيانته (سيشار إلى ذلك الآن تحت شعار التكلفة الإجمالية للملكية). وتكلفة ستيشن3 تكون ما بين تكلفة (نسخة كمبيوتر IBM) وجهاز (كمبيوتر IBM) في اليوم. ولم يكن الجهاز ناجحًا تجاريًا،  ولا أي من محطات العمل التي لديها تصميم مشابه«منخفضة المستوئ».

## الزبائن المعتادون لستيشن3
بيع استيشنات3 كحزمة مع 3 خوادم كمحور مركزي. ومكتب الضرائب الأسترالي (ATO) كان زبون مهم لهذا الجهاز (من خلال جروب بول تابعة bull HN، نيي هانيويل)، ولقد أشترا أكثر من آلاف من استيشنات3 مع الثلاث خوادم المرتبطة به. ولقد مكنت الشبكة مكتب الضرائب من التحكم مركزيًا في إصدارات الجهاز من مكتب كانبيرا، وتوزيعها على نطاق أستراليا دون ضجر أو تكلفة التحديثات لي الآلاف من أجهزة الكمبيوتر المستقلة القائمة على محركات الأقراص الثابتة.
وعندما أصبح المعالج 286 قديماً، ATO قدمة عرض لاستبدال 3Station 2E بآلة مناسبة تعتمد على 386. وفي النهاية فازت شركة Bull HN بالعرض بمنتج يحمل اسم "3Station / 386"، ولكنها شاركت فقط الحالة الخارجية كجزء مشترك. وكان لدى (3Com) القليل جدًا من المدخلات في التصميم بخلاف توفير المساعدة الفنية والوصول إلى مجموعات شرائح الشبكة. وكانت الأجزاء الداخلية عبارة عن لوحة فردية مصممة خصيصًا استنادًا إلى (3Com Etherlink II) للشبكات ورسومات ATI. وتم تصنيع (3station 2) و (3s) بترخيص في سيدني حتى انتهاء العقد.